# Pas fronterer d'Arar
Arar (en àrab عرعر, ʿArʿar, ˈʕarʕar) és un pas fronterer entre Aràbia Saudita i l'Iraq. La ciutat més propera a Aràbia Saudita és Arar ('Ar'ar) i la més propera a l'Iraq és An Nukhayb. El pas té casernes per a guàrdies fronterers iraquians, una mesquita i oficines per processar les persones que creuen la frontera. El pas veu un gran augment del trànsit durant el hajj, quan els iraquians travessen l'Aràbia Saudita per visitar la Meca.

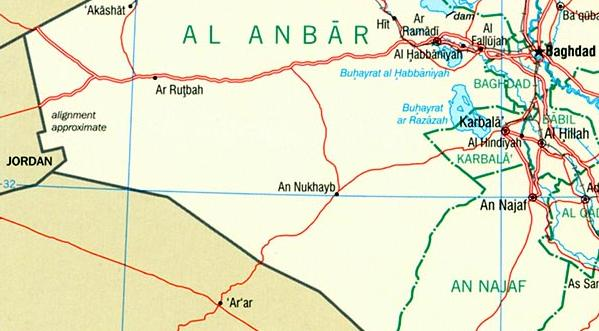

El 5 de gener de 2015, les forces saudites a l'encreuament van ser sotmeses a un atac suïcida per part d'Estat Islàmic. Dos guàrdies van ser assassinats en l'atac.